# Blanka Navarrská (1177–1229)
Blanka Navarrská (1177 – 12./14. března 1229) byla hraběnka ze Champagne a dlouhá léta regentka hrabství za nezletilého syna.

## Život
Narodila se jako poslední potomek navarrského krále Sancha VI. a Sanchi, dcery kastilského krále Alfonse VII.
1. července 1199 se v Chartres provdala za mladého hraběte Theobalda III. ze Champagne. Krátce po svatbě se hrabě Theobald začal chystat k účasti na křížové výpravě, ale nenadále zemřel v květnu 1201 zřejmě na tyfus.
Z manželství se narodila dcera Marie, která zemřela ještě v dětském věku a syn Theobald. Ovdovělá Blanka se stala regentkou až do roku 1222. Během správy panství se musela dohadovat s manželovými příbuznými kvůli dlužným financím. Celý spor skončil až poté, co dosáhl Theobald zletilosti a příbuzné vyplatil. Roku 1223 založila cisterciácký klášter Argensolles, v jehož klášterním kostele byla také pohřbena. Klášter zanikl za velké francouzské revoluce, náhrobek se částečně dochoval, v současnosti je depozitáři muzea v Châlons-en-Champagne.